# قشلاق حاجي سياب (مقاطعة بيله سوار)
قشلاق حاجي سیاب (بالفارسية: قشلاق حاجی سیاب) هي منطقة سكنية تقع في إيران في أردبيل. يقدر عدد سكانها بـ 17 نسمة .